# Souvigné-sur-Sarthe
 Souvigné-sur-Sarthe  es una población y comuna francesa, situada en la región de Países del Loira, departamento de Sarthe, en el distrito de La Flèche y cantón de Sablé-sur-Sarthe.

## Demografía
| 581                       | 473 | 554 | 440 | 689 | 676 | 713 | 731 | 700 | 703 | 661 | 645 | 605 | 584 | 567 | 558 | 551 | 526 | 473 | 484 | 403 | 449 | 442 | 465 | 417 | 448 | 409 | 371 | 389 | 423 | 455 | 522 | 620 |
| (Fuente: INSEE y Cassini) |     |     |     |     |     |     |     |     |     |     |     |     |     |     |     |     |     |     |     |     |     |     |     |     |     |     |     |     |     |     |     |     |